# Butheoloides maroccanus
Espèce
Synonymes
- Anoplobuthus parvus Caporiacco,1932

Butheoloides maroccanus est une espèce de scorpions de la famille des Buthidae.

## Distribution
Cette espèce se rencontre au Maroc et en Mauritanie.

## Description
La femelle décrite par Lourenço en 2010 mesure 22,3 mm.

## Étymologie
Son nom d'espèce lui a été donné en référence au lieu de sa découverte, le Maroc.

## Publication originale
- Hirst, 1925 : « On some scorpions from Morocco, with the description of a new genus and species. » Annals and Magazin of Natural History, sér. 9, vol. 15, p. 414–416.